# Cross River
 Ikke at forveksle med floden Cross River
Cross River er en delstat i det sydøstlige hjørne af Nigeria, ved Biafrabugten. Hovedstaden er byen Calabar i den sydlige del af området, der med 461.832 indbyggere (2005) også er den største by. Cross River grænser i øst til Kamerun,  mod nord til delstaten Benue, mod syd til Atlanterhavet, mod vest til delstaten Abia, i nordvest til delstaten Ebonyi, mod sydvest til Akwa Ibom. Delstaten var frem til 1967 en del af Eastern Region, og gik  mellem 1967 og 1976 under navnet South-Eastern State. Den inkluderede frem til 1987 Akwa Ibom, som da dannede sin egen delstat. Delstaten har navn efter floden Cross.

## Inddeling
Cross River er inddelt i  18 Local Government Areas, med navnene: Abi, Akamkpa, Akpabuyo, Bakassi, Bekwarra, Biase, Boki, Calabar Municipal, Calabar South, Etung, Ikom, Obanliku, Obubra, Obudu, Odukpani, Ogoja, Yakurr og Yala.

## Erhverv
I Cross River er det et  betydeligt jord- og skovbrug; blandt andet dyrkes yams, kassava, taro og majs til indenlandsk brug, og palmeolie, palmekærner, kakao og gummi til eksport. Fiskeri, blandt andet rejefiskeri, er vigtigt langs kysten. Industrien omfatter blandt andet produktion af levnedsmidler, cement , minedrift efter  kalksten, titan, tin og keramiske råstoffer.

## Eksterne kilder og henvisninger
- Delstatens officielle websted Arkiveret 17. marts 2012 hos  Wayback Machine
- Cross River i Store norske leksikon. Hentet 2012-03-17

5°45′N 8°30′Ø / 5.750°N 8.500°Ø